# Interim Register of Marine and Nonmarine Genera
Interim Register of Marine and Nonmarine Genera (IRMNG) es una base de datos taxonómica que suministra información y datos sobre géneros marinos y no marinos. Cuenta con 1 313 951 de especies descritas y aceptadas y ha contado con la colaboración de diversos organismos y agencias federales como la Organización de Investigación Científica e Industrial del Commonwealth, conocida por sus siglas en inglés CSIRO, también con The Flanders Marine Institute.
IRMNG se puede consultar en línea para acceder a la última versión del conjunto de datos y también es posible realizar descargas sobre cualquier tipo de información que se desee. 

## Base de datos
IRMNG fue iniciado y diseñado por el biólogo, científico y administrador de datos australiano Tony Rees en 2006. Por su trabajo en este y otros proyectos, GBIF le otorgó el Premio Ebbe Nielsen 2014. De 2006 a 2014, IRMNG estuvo ubicado en CSIRO, y se trasladó al Flanders Marine Institute (VLIZ) durante el período 2014-2016; a partir de 2016, todos los lanzamientos han estado disponibles a través de su nuevo sitio web www.irmng.org, alojado por VLIZ. VLIZ también alberga el Registro Mundial de Especies Marinas, utilizando una infraestructura común.

## Utilidad
El contenido de IRMNG es utilizado por varios proyectos globales de Informática de Biodiversidad, incluido Open Tree of Life, Global Biodiversity Information Facility (GBIF), y la Enciclopedia de la Vida (EOL), Además de otros, incluido el Atlas of Living Australia, y Global Names Architecture (GNA)'s Global Names Resolver. A partir de 2018, los datos de IRMNG también se utilizan para completar la jerarquía taxonómica y proporcionar nombres genéricos para una variedad de taxones en las áreas de protistas (reinos Protozoa y Chromista) y algas vegetales (Charophyta, Chlorophyta, Glaucophyta y Rhodophyta) en Catalogue of Life.